# Странске
Странске (слч. Stránske) насељено је мјесто са административним статусом сеоске општине (слч. obec) у округу Жилина, у Жилинском крају, Словачка Република.

## Становништво
| Година:    | 1994. | 2004.   | 2014.    | 2024.    |
| ---------- | ----- | ------- | -------- | -------- |
| Број људи: | 697   | 686     | 788      | 950      |
| Разлика:   |       | -1,57 % | +14,86 % | +20,55 % |

| Година:    | 2023. | 2024.   |
| ---------- | ----- | ------- |
| Број људи: | 946   | 950     |
| Разлика:   |       | +0,42 % |

Према подацима о броју становника из 2024. године насеље је имало 950 становника.